# Dziedziczenie (biologia)

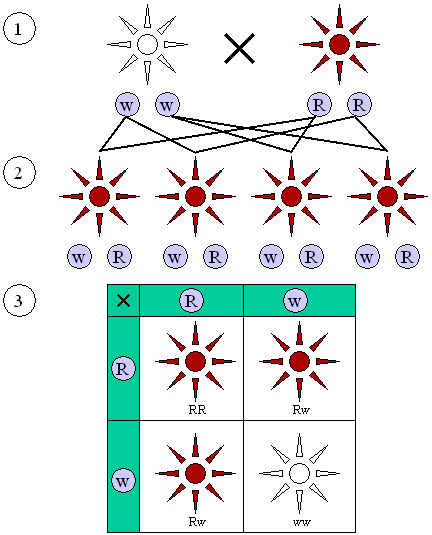
Prosta krzyżówka pomiędzy roślinami, gdzie gen R odpowiada za czerwoną barwę kwiatu i jest genem dominującym. Gen w, odpowiada za białe kwiaty i jest recesywny.

Dziedziczenie – sposób przekazywania genów potomstwu. Dziedziczenie następuje w momencie łączenia się rodzicielskich gamet i powstawania zygoty u organizmów rozmnażających się płciowo oraz w czasie podziału rodzicielskiej komórki lub fragmentu ciała (np. plechy), którego następstwem jest powstanie nowego osobnika u organizmów rozmnażających się bezpłciowo.
Pierwszą próbę analizy logicznej dziedziczenia podjął w XIX. wieku Grzegorz Mendel, formułując tzw. prawa Mendla na podstawie badań nad grochem jadalnym. Badania T. Morgana pozwoliły zmodyfikować i poszerzyć wnioski Mendla stanowiąc podstawę chromosomowo-genowej teorii dziedziczności. Mechanizmy dziedziczenia opisuje genetyka. Dziedziczy się na całe życie takie cechy jak: wzrost, przemiana metaboliczna decydująca o BMI, kształt ciała, kolor włosów, kolor oczu, kształt żuchwy itp.
U zdrowych ssaków połowa chromosomów pochodzi od matki, a połowa od ojca, jednak na skutek regulacji ekspresji genów 54%–60% aktywnych alleli pochodzi od ojca. Regulacja ekspresji genów zależy też od wieku organizmu, rodzaju tkanki w jakiej się one znajdują, a także cech samego genu. Po ojcu dziedziczona jest budowa układu limbicznego (odpowiedzialnego za emocje i popędy), a na chromosomie X znajdują się geny dotyczące budowy kory mózgu, w tym części silnie warunkującej inteligencję.
W przypadku Homo sapiens w badaniu 837 par bliźniaków wykazano, że wskaźniki szczęścia (well-being) takie jak niezależność, rozwój osobisty, relacje z innymi ludźmi, życiowy cel, samoakceptacja, mają głównie podłoże genetyczne. Ojcowie o atrakcyjnej twarzy częściej mają córki o atrakcyjnej twarzy, niezależnie od atrakcyjności twarzy matki. Równocześnie atrakcyjność twarzy synów nie jest zależna od atrakcyjności twarzy rodzica.